# Braulio E. Dujali
Braulio E. Dujali é um município de  quarta classe de renda municipal (d) na província Davao do Norte, nas Filipinas. De acordo com o censo de 1 de maio  de  2020 possui uma população de 35 729 pessoas e 7 178 domicílios.